# Luchthaven Lubumbashi Internationaal
Luchthaven Lubumbashi Internationaal (IATA: FBM, ICAO: FZQA) is een luchthaven in Lubumbashi, Congo-Kinshasa.  Eerdere benamingen van de luchthaven waren Luchthaven Elisabethstad en Luchthaven Luano. De luchthaven speelde een zeer belangrijke rol in de Congocrisis.

## Luchtvaartmaatschappijen en Bestemmingen
- Air Zimbabwe - Harare, Lusaka
- Compagnie Africaine d'Aviation - Kinshasa
- Congo Express - Kinshasa
- Ethiopian Airlines - Harare, Lilongwe, Addis Abeba
- Hewa Bora Airways - Johannesburg, Kinshasa, Kolwezi, Mbuji-Mayi
- Kenya Airways - Harare, Nairobi
- Malift Air - Kinshasa
- South African Airways (uitgevoerd door South African Express) - Johannesburg
- Wimbi Dira Airways - Johannesburg, Kananga, Kinshasa, Mbuji-Mayi
- Zambia Skyways - Lusaka